# Kalaidjievo, Kărdjali
Kalaidjievo (în bulgară Калайджиево) este un sat în comuna Krumovgrad, regiunea Kărdjali,  Bulgaria. 

## Demografie
Componența etnică a satului Kalaidjievo
     Nicio identificare (100%)
     Altele (0%)
La recensământul din 2011, populația satului Kalaidjievo era de 8 locuitori. . Pentru 100% din locuitori nu este cunoscută apartenența etnică.